# El color de tu mirada
El color de tu mirada es el séptimo álbum del grupo vocal español Mocedades, grabado en 1976. La canción "La gaviota" sirvió como banda sonora de la película Las adolescentes de Pedro Masó.
El primer sencillo fue "Secretaria" convirtiéndose así en un nuevo éxito para el grupo. El segundo, que da título al álbum, no alcanzó la trascendencia del éxito anterior. 

## Canciones
1. "El color de tu mirada"  (4:08)
2. "Para ti, pequeñas cosas"  (2:19)
3. "Lluvia"  (3:33)
4. "Zenbat bide zure billa"  (2:33)
5. "Secretaria"  (3:06)
6. "Que te me vas"  (2:35)
7. "Qué más da"  (3:00)
8. "El niño yuntero"  (3:34)
9. "Mi padre"  (3:03)
10. "La gaviota"  (3:16)

- Datos: Q5824417